# André Feuilhade-Chauvin
André Feuilhade de Chauvin est un homme politique français né le 12 novembre 1796 à Bordeaux (Gironde) et mort le 20 mars 1861 à Paris.

## Famille
La famille de Feuilhade de Chauvin est une famille d'ancienne bourgeoisie de Guyenne. Elle est issue d'Alexandre Feuilhade (1659-1733), premier jurat et prudhomme à vie de Libourne, avocat à la cour de Bordeaux, maire de Libourne (1715-1718).

## Biographie
André Feuilhade-Chauvin est né dans une ancienne famille originaire du Libournais qui était propriétaire du château Moncets à Néac, du château Gazin à Pomerol et du château l'Evangile à Pomerol, il suit des études de droit à Paris. Il est Chevau-léger de la Garde royale en 1814 et reçoit l'ordre du Lys.
Il commence sa carrière professionnelle comme avocat à la Cour de Bordeaux en 1817 puis substitut du procureur du roi à Bordeaux en 1819, puis substitut général en 1823 et avocat général en 1826. Il est procureur général à Bastia en 1829 puis procureur général à Bordeaux après la révolution de 1830. Il devient procureur général à Lyon en 1838 puis conseiller à la cour de Cassation en 1843.
Il est conseiller général de 1837 à 1848 (cantons de Castillon-la-Bataille et de Branne). En 1842, il est élu député de la Gironde en battant le député sortant, M. Martell. Il est réélu et resta député jusqu'en 1849. Il soutient d'abord le régime, avant d'entrer dans l'opposition au ministère Guizot. Sous la Deuxième République, il siège à droite. Membre du Comité de Justice, il se rallia au nouveau président, Louis-Napoléon Bonaparte, avant de reprendre son siège à la Cour de cassation. Il fut nommé conseiller honoraire en 1855 et fut admis à la retraite en 1856.
Retiré de la vie publique dans son château des Tours à Montagne, près de Saint-Emilion, il s'occupa de viticulture et restaura le château et en fin une des plus belles demeures du Bordelais. Il avait été propriétaire de l'Ile Verte, située dans l'estuaire de la Gironde.
Officier de la Légion d'honneur, il meurt à Paris le 20 mars 1861 et il est inhumé à Bordeaux.
Il épousa Évelina Curé, sœur de Gustave Curé, maire de Bordeaux en 1848 et député de la Gironde, dont il eut un fils : Édouard Feuilhade de Chauvin, marié à Noëline Hubert-Delisle, fille du sénateur Henri Hubert-Delisle. Il est l'oncle de Léon Laroze (1835-1912), député de la Gironde

### Sources
- « André Feuilhade-Chauvin », dans Adolphe Robert et Gaston Cougny, Dictionnaire des parlementaires français, Edgar Bourloton, 1889-1891 [détail de l’édition]
- Tanneguy de Feuilhade de Chauvin,  La Justice et la politique, Presses de Valmy, 1997.